# Bodo Henkel
Bodo Henkel (* 26. März 1952 in Kiel) ist ein deutscher Moderator und Synchronsprecher.

## Leben
Der 1952 in Kiel geborene Henkel besuchte eine Hauptschule und Fotofachschule in Kiel und zog 1969 wegen einer Stelle als Fotomaschinen-Techniker nach Griesheim bei Darmstadt. Bereits als Jugendlicher war er in Kiel als DJ tätig und so startete er nebenbei eine DJ-Karriere in Diskotheken in Griesheim und im Odenwald.
1978 übernahm er die Diskothek „Waterloo“ in Ober-Ramstadt, vergrößerte sie auf 400 Sitzplätze, und benannte sie um in „The Jolly Jitterbugs Dancehouse“ kurz „JJ’s“. Erstmals veranstaltete er „Variete-Abende“ u. a. mit Weltmeistern der Magie, wie „Fee Eleisa“ und Hans Moretti, der hier auch die Welt-Uraufführung seines „Doppelt russisch Roulette“ zeigte, mit dem er zwei Wochen später seinen Titel in Brüssel verteidigte. Über den Radiomoderator Heinz Siebeneicher, der Stammgast in der Disko im Odenwald war, kam Henkel 1983 zum Radio.
Er wurde 1984 Moderator beim ersten deutschen Privatradiosender Radio Weinstraße, der nur im „Kabelpilotprojekt Ludwigshafen – Vorderpfalz“ empfangen werden konnte. Vom 28. Oktober 1985 bis 6. September 1985 sendete Radio Weinstraße, im Auftrag der AKK (Anstalt für Kabelkommunikation) erstmals in Deutschland, in den privaten Äther. Am 28. Oktober 1985 eröffnete er mit den Worten „Herzlich willkommen aus der VIP-Lounge des Hotels Excelsior, anlässlich der Verbrauchermesse Consumenta, in der Eberthalle Ludwigshafen. Sie hören Radio Weinstraße, den ersten privaten Radiosender Deutschlands! Mein Name ist Bodo Henkel“. Dies wurde später als der „Medien-Urknall“ bezeichnet.
Nachdem Radio Weinstraße 1986 von Radio RPR übernommen worden war, galt er als die Stimme des Senders und wurde später CVD und 2. stellvertretender Chefredakteur. Daraufhin verkaufte Henkel 1986 die Diskothek.
Ab 1988 moderierte er auf SAT.1 mehrere Ausgaben der Neuauflage von Der goldene Schuß.
Ab 1990 folgte die Moderation der regionalen SAT.1 Nachrichtensendung Wir im Südwesten für Rheinland-Pfalz und Hessen, die während Henkels Zeit als Moderator in Regionalreport Rheinland-Pfalz und Hessen umbenannt wurde und mittlerweile den Titel 17:30 Sat.1 trägt. Ebenso moderierte er das SAT.1 Sommerfest 1992. Ende 1995 verabschiedete er sich nach knapp fünf Jahren beim Regionalreport und fast sieben Jahren bei SAT.1 von den Zuschauern, um nach eigener Aussage ab Januar 1996 verstärkt beim Schlagerradio RPR2 zu arbeiten, zu welchem er 1992 von RPR1 gewechselt ist. Im folgenden Jahr moderierte er allerdings nochmals drei weitere Sendungen des Regionalreports.
Anfang der 1990er Jahre wurde er Gründungsmitglied des Verbands Deutscher Sprecher. Bei RPR2 war er bis zur Einstellung des Senders im Jahr 2003 tätig. Zudem war er 2006 und 2007 für etwa ein Jahr bei harmony.fm zu hören.
Seit 1998 synchronisiert Bodo Henkel Charaktere in verschiedenen Computerspielen. Große Popularität unter Fans erlangte er durch sein Sprechrolle des Dämonenbeschwörers Xardas im 2001 erschienenen Computerspiel Gothic. Er führte diese Rolle auch in den nachfolgenden Spielen der Gothic-Reihe fort und war ebenso in den Spielen Risen, Risen 2 sowie ELEX und ELEX 2 von Entwickler Piranha Bytes zu hören.
Er war außerdem als Sprecher in mehreren Dokumentationen wie zum Beispiel der Arte-Doku Buffalo Bill im Wilden Osten tätig und sprach verschiedene Hörbücher wie Trümmerjunge oder Hugo. Der unwerte Schatz, die ihm erste Plätze in den Charts einbrachten, und auf Wunsch des Autors auch Volker Ferkaus Bestseller Alles auf Anfang. Zudem hat er in unzählige Funk- und TV Werbespots gesprochen.
Von 2014 bis 2024 war Henkel Off-Sprecher bei den Störtebeker-Festspielen in Ralswiek.
Henkel ist zum dritten Mal verheiratet. Seine Frau heißt Ingrid und er hat zwei Söhne und eine Tochter.
Auch im Gothic Remake wird Bodo Henkel wieder Xardas seine Stimme verleihen.

## Synchronrollen (Auswahl)

### Computerspiele
- Die Hexenakademie (1996)
- StarCraft (1998)
- Jagged Alliance 2 (1999)
- Soldier of Fortune (2000)
- Gothic (2001) als Xardas, Saturas, Cord u. a.
- Gothic II (2002) als Xardas, Jack u. a.
- Gothic II: Die Nacht des Raben (Add-on, 2003)
- World of Warcraft (ab 2004)
- Gothic 3 (2006) als Xardas, Beliar
- Gothic 3: Götterdämmerung (Standalone Add-on, 2008)
- Risen (2009) als Erzähler, Eldric, Ignatius, Baxter
- StarCraft II (2010)
- Arcania (2010)
- Arcania – Fall of Setarrif (Standalone Add-on, 2011)
- Star Wars: The Old Republic (2011)
- Risen 2: Dark Waters (2012) als Erzähler, Eldric
- Lords of the Fallen (2014)
- Final Fantasy XV (2016)
- ELEX (2017)
- Anno 1800 (2019)
- Borderlands 3 (2019)
- ELEX 2 (2021)

## Hörbücher (Auswahl)
- Ursel Scheffler: Kommissar Kugelblitz – und die Nikolausbande. Erscheinungsjahr 2018, Verlag Kiddinx Media, sowie etwa 12 weitere Hörbücher aus der Serie „Kommissar Kugelblitz in …“ (London, Amsterdam etc.)
- Markus Topf, Dominik Ahrens: Die neuen Abenteuer des Phileas Fogg, Folge 5: Das Geheimnis der Eissphinx. Erscheinungsjahr 2016, Verlag Highscore Music
- Jörg Rönnau: Der Käpt’n – Jenseits der See. Erscheinungsjahr 2019, Maximum Verlag
- Sonja Medwedski: Die Stimme des Bodens. Erscheinungsjahr 2022, Klangkantine Audiobooks
- John Sweeney: Der Killer im Kreml. Erscheinungsjahr 2022, Heyne
- Johannes Aumüller, Thomas Kistner: Putins Olygarch. Erscheinungsjahr 2024, DTV Verlag
- Bodo Kirchhoff: Seit er sei Leben mit einem Tier teilt. Erscheinungsjahr 2024, DTV Verlag
- Heinrich Gerlach: Durchbruch bei Stalingrad. Erscheinungsjahr 2024, Hierax Medien
- David Attenborough, Colin Butfield: Ozeane. Erscheinungsjahr 2025, Hierax Medien